# Afipskij
Afipskij è un insediamento di tipo urbano della Russia europea meridionale, situata nel Territorio di Krasnodar; appartiene amministrativamente al rajon Severskij. Si trova sulla riva sinistra del fiume Afips.